# Perica Bukić
Perica Bukić (ur. 20 lutego 1966 w Szybeniku) – chorwacki piłkarz wodny i polityk. Ojciec piłkarza wodnego Luki Bukicia.

## Życiorys
W trakcie kariery sportowej występował w klubach Solaris Szybenik, Mladost Zagrzeb i Jadran Split. W klubie z Zagrzebia pełnił po zakończeniu kariery sportowej funkcję dyrektora sportowego. W 2004 został prezesem chorwackiego związku piłki wodnej.
Zdobył drużynowo jako reprezentant Jugosławii złote medale na Igrzyskach Olimpijskich w Los Angeles (1984) i w Seulu (1988), a także jako reprezentant Chorwacji srebrny medal na Letnich Igrzyskach Olimpijskich w Atlancie w 1996. Dwukrotnie wywalczył złoty medal mistrzostwa świata (1986 i 1991), trzykrotnie zdobył srebrny medal mistrzostwa Europy (1985, 1987 i 1989). Za swoje osiągnięcia został odznaczony dwukrotnie (w 1991 i 1996) nagrodą państwową Državna nagrada za sport „Franjo Bučar”.
Studiował na Uniwersytecie w Zagrzebiu, gdzie uzyskał dyplom z ekonomii. Został członkiem Chorwackiej Wspólnoty Demokratycznej. W 2003 i w 2007 z ramienia tego ugrupowania uzyskiwał mandat deputowanego do Zgromadzenia Chorwackiego. W 2011 nie ubiegał się o reelekcję.